# Amantes de ningún lugar

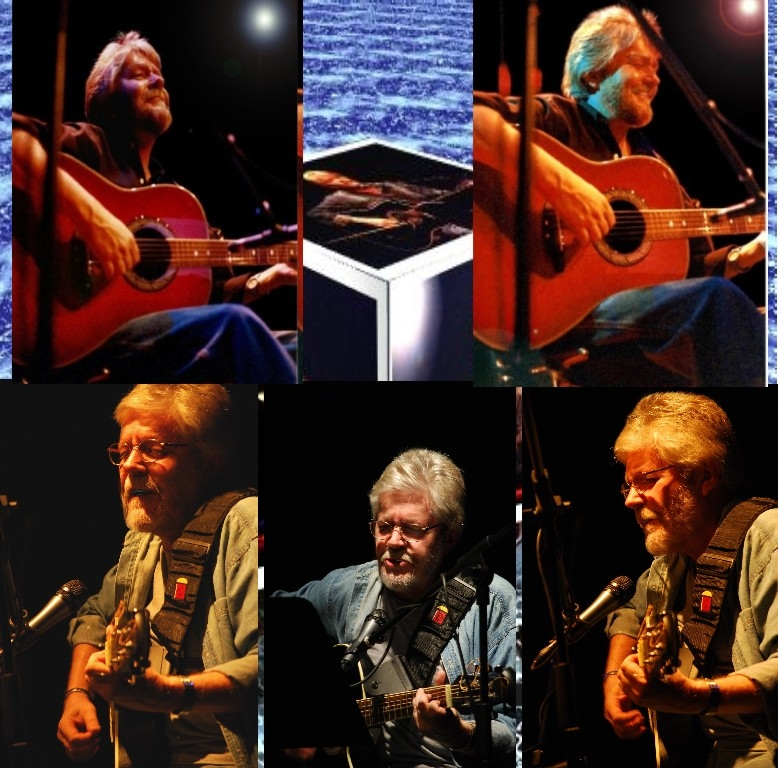
Xulio Formoso en concierto.

Amantes de ningún lugar conocido también como "Disco Rojo", surgió de la iniciativa de Farruco Sesto con motivo de la fundación del partido político Causa Я en 1978. Buscaban darle un sentido de unidad cultural a esa primera militancia y lograr una coherencia en lo artístico y lo político. Fue un disco netamente experimental con los poemas de Farruco musicalizados e interpretados por Formoso y producido por la editorial de esa organización: Ediciones del Agua Mansa. Los recursos fueron tan escasos que, salvo la percusión, Formoso tocó prácticamente todos los instrumentos y el costo de la edición y las horas de grabación se financió de la venta de dibujos y pinturas de Sesto y Formoso en exposiciones diversas en la UCV. El arquitecto Farruco Sesto sería nombrado 25 años más tarde, ministro de Cultura, ministro de Vivienda y más recientemente director de Planes y Proyectos Especiales de la Presidencia de la República.

## Canciones
Lado A
1. Con hilo rojo (Farruco Sesto; Xulio Formoso)
2. Flor y cuchillo (Farruco Sesto; Xulio Formoso)
3. Semilla de la locura (Farruco Sesto; Xulio Formoso)
4. Por el que adorna su nombre (Farruco Sesto; Xulio Formoso)
5. Aunque la fruta esté verde (Farruco Sesto; Xulio Formoso)
6. De la plaza al arenal (Farruco Sesto; Xulio Formoso)

Lado B
1. Por no querer mentir (Farruco Sesto; Xulio Formoso)
2. Cuando tomo el canto (Farruco Sesto; Xulio Formoso)
3. Hasta la misma barca (Farruco Sesto; Xulio Formoso)
4. Voces y bosques (Farruco Sesto; Xulio Formoso)
5. Tu otra sombra (Farruco Sesto; Xulio Formoso)
6. Sea el aire dividido (Farruco Sesto; Xulio Formoso)
7. Recuerda la serena calle (Farruco Sesto; Xulio Formoso)

## Músicos
- Xulio Formoso: Guitarra, Guitarra de Acero, Bajo, Tiple, Sintetizador, Coros, Voz.
- Rómulo Rodríguez: Batería, Congas, Charrasca, Cencerro.
- Alejandro Sierra: Pandereta, Charrasca, Crótalos, Clave, Castañuelas.

## Créditos
- Diseño y dibujos: Farruco Sesto
- Grabación: Francisco González
- Lugar y fecha de grabación: Estudios Fidelis. Mayo de 1978
- Producción: Ediciones del Agua Mansa

- Datos: Q5671786